# Jolene Purdy
Pour les articles homonymes, voir Purdy.
Jolene Purdy, née le 9 décembre 1983 à Redondo Beach, en Californie, est une actrice américaine.

## Biographie
Jolene Purdy est née le 9 décembre 1983 en Californie, États-Unis. Elle est actrice et scénariste. Elle est connue pour The White Lotus (2021), WandaVision (2021) et Orange Is the New Black (2013). Elle est mariée avec Chuck Brandt. Elle et Chuck Brandt ont un enfant.

## Filmographie

### Cinéma
- 2001 : Donnie Darko : Cherita Chen
- 2022 : Unseen : Sam
- À venir : Empire Waist : Madame Hall

### Télévision
- 2001 : Boston Public : Cindy Lavin (1 épisode)
- 2002 : Amy
- 2008 : Do Not Disturb : Molly (5 épisodes)
- 2009-2010 : 10 Things I Hate About You : Mandella (8 épisodes)
- 2010 : Breaking Bad : Cara (1 épisode)
- 2010-2011 : Gigantic : Piper Katins (18 épisodes)
- 2011 : Glee : Ronnie (3 épisodes)
- 2012 : Raising Hope : Venom (1 épisode)
- 2013-2014 : Under the Dome : Dodee Weaver (8 épisodes)
- 2016-2017 : Orange Is the New Black : Hapakuka (19 épisodes)
- 2017 : Hawaii 5-0 : Chloe Gordon - Consultante en gestion de stress (Saison 8, épisode 6)
- 2021 : WandaVision : Isabel Matsueda / Beverly (3 épisodes)
- 2021 : The White Lotus : Lani
- 2022 : Toujours là pour toi : Justine Jordan
- 2025 : The Bondsman : Midge